# Ildefonso Rea

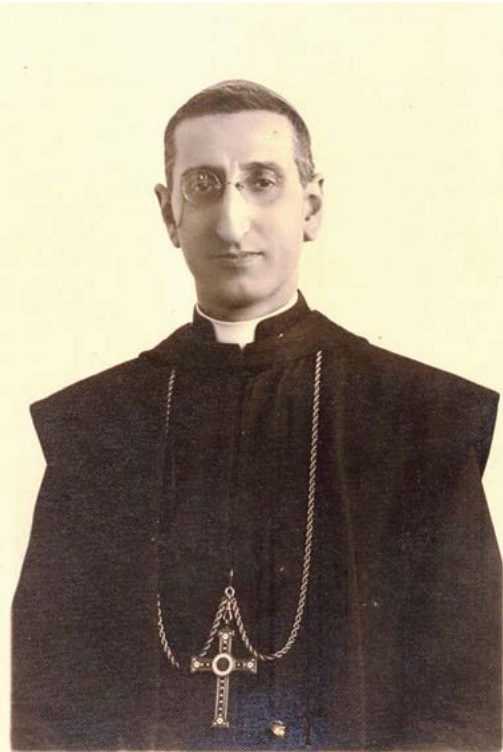
Ildefonso Rea OSB als Abt der Gefreiten Abtei Santissima Trinità di Cava de’ Tirreni (um 1935)

Ildefonso Rea OSB (* 14. Januar 1896 in Arpino Provinz Frosinone, Italien; † 23. September 1971) war ein italienischer Benediktinerabt.

## Leben
Er trat 1915 in den Benediktinerorden ein und erhielt 1921 die Priesterweihe. 1929 wurde er Abt der Abtei Cava de’ Tirreni und im November 1945 Erzabt des Klosters Montecassino. 1963 erhielt Rea zudem durch Carlo Kardinal Confalonieri die Bischofsweihe und wurde zum Titularbischof von Corone ernannt. Als Konzilsvater nahm er von 1962 bis 1965 an allen Sitzungsperioden des Vatikanum II teil. Als Erzabt von Montecassino sorgte er getreu seinem Leitsatz „Wo es stand und wie es war“ für den Wiederaufbau dieses Stamm-Klosters des Benediktinerordens, das in der Schlacht um Monte Cassino fast völlig zerstört worden war. Sein Nachfolger als Erzabt von Montecassino wurde 1971 Martino Matronola.